# Спуск смуг

Спуск смуг (спуск сторінок) у додрукарському процесі — процедура розміщення сторінок документа на друкарській формі таким чином, щоб після друку, фальцювання та підбирання блоку сторінки видання виявились розміщені згідно з їх нумерацією. Сторінки видання можуть бути розміщені за схемою або макетом. На схемі спуску вказується місце розташування кожної зі сторінок, як це має бути на формі.
Спуск шпальт залежить від типу видання, способу фальцювання та кількості згинів у зошиті, характеру комплектування видання та ін.
Існує чотири варіанти реалізації спуску сторінок :
1. ручний монтаж спуску сторінок;
2. спуск сторінок в програмах верстання ;
3. спуск за допомогою спеціалізованих програм;
4. спуск за допомогою спеціалізованих робочих станцій;

Правильність спуску шпальт контролюють так: поряд з першою смугою аркуша за корінцем повинна знаходитися його остання смуга; дві смуги, що розміщені поряд за корінцем чи головкою корінця, не можуть бути одночасно парними чи непарними; сума колонцифр двох смуг, що розміщені поряд за корінцем, дорівнює сумі колонцифр першої та останньої смуги даного аркуша; якщо чергування перших чотирьох смуг йде за годинниковою стрілкою, то чергування наступних чотирьох смуг — проти годинникової стрілки, і так далі.

## Електронний спуск сторінок
Електронний спуск сторінок видання являє собою цифровий процес розстановки сторінок (смуг) на майбутній  друкованій формі за такою схемою, яка дозволяє після друкування і фальцювання отримати зошити з послідовним розташуванням сторінок. Від звичайного ручного монтажу електронний спуск сторінок відрізняється не тільки економією матеріалів і часу, але й більш високою точністю приведення. У той час як при ручному монтажі повинні монтуватися всі кольороподілені фотоформи для кожного друкарського аркуша окремо, при електронному спуску сторінок потрібно тільки один раз зробити спуск смуг з усіма необхідними елементами майбутнього друкарського аркуша і використовувати його далі, як шаблон.